# Burg Neukrenkingen
Die Burg Neukrenkingen ist eine abgegangene Höhenburg in der Nähe von Riedern am Sand, einem Ortsteil der Gemeinde Klettgau im baden-württembergischen Landkreis Waldshut. Die wenigen heute noch erhaltenen Mauerreste befinden sich auf einem Höhenzug des Klettgaus 130 Meter über der Ortschaft Oberriedern.

## Historische Beschreibung der Anlage
Eine historische Beschreibung des Pfarrers Mauritius Hohenbaum van der Meer aus dem Jahre 1770 schildert den damaligen Zustand wie folgt: „Man geht aus dem Fusse des Berges, wo die so genannte Hasel-Mühle sammt dem kleinen Orte Ober Riedern liegt und gelangt auf den Gipfel, der von allen Seiten steil abfällt und nur nach hinten fortläuft, jedoch durch einen tiefen Graben abgetrennt ist. Der Weg ist steil, aber solid aus Stein, hinter der Burg überall aus dem Felsen ausgehölt, welche den Wanderer auch auf der äussern Seite überragen. Die Burg selbst nimmt den ganzen hervorragenden Hügel ein und bildet, um sich so auszudrücken, einen viereckigen Kreis, indem die (4) Winkel abgerundet sind. Es stehen noch mehrere 20 Fuss hohe, nach unten ebenso tiefe Mauern; das innere der Burg zeigt einen mit Gewölben bedeckten hohlen Raum (voraginem fornicibus arcuatam) und lässt eine zu heimlichen Gebrauch bestimmte Öffnung sehen. Die Mauern sind 6 oder sogar 10 fuss dick, insbesondere auf der rechten Seite, wo ein Thurm oder ein Gefängniss gewesen zu sein scheint. Der Umfang der ganzen Burg beträgt mehr als 400 Fuss. Wenn man über die Graben geht, gegen die Fortsetzung des Berges, so laufen andere Reste von starken Mauern herab, ungefähr 80 Schritte in die Länge sich erstreckend. Sie scheinen ein anderes Befestigungswerk aufzuweisen, das ebenfalls auf einem besondern Hügel lag und von einem Graben umgeben war, das aber bis auf den Grund zerstört ist. Jetzt gehen Felder bis zu diesen Mauern; sie gehören zu den eine Viertelstunde entfernten Höfen Eichberg, wo noch mehrere Hügel auf beiden Seiten sich erheben.“
Die Burg Neukrenkingen war nach der Küssaburg die größte Burg in der Region. Architektonisch fiel sie durch ihre aufwendige Dreiteiligkeit auf.

## Geschichte

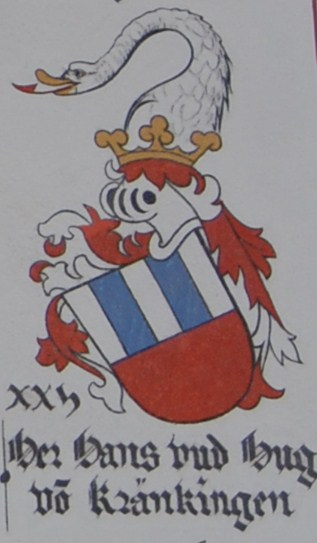
Wappen der Herren von Krenkingen

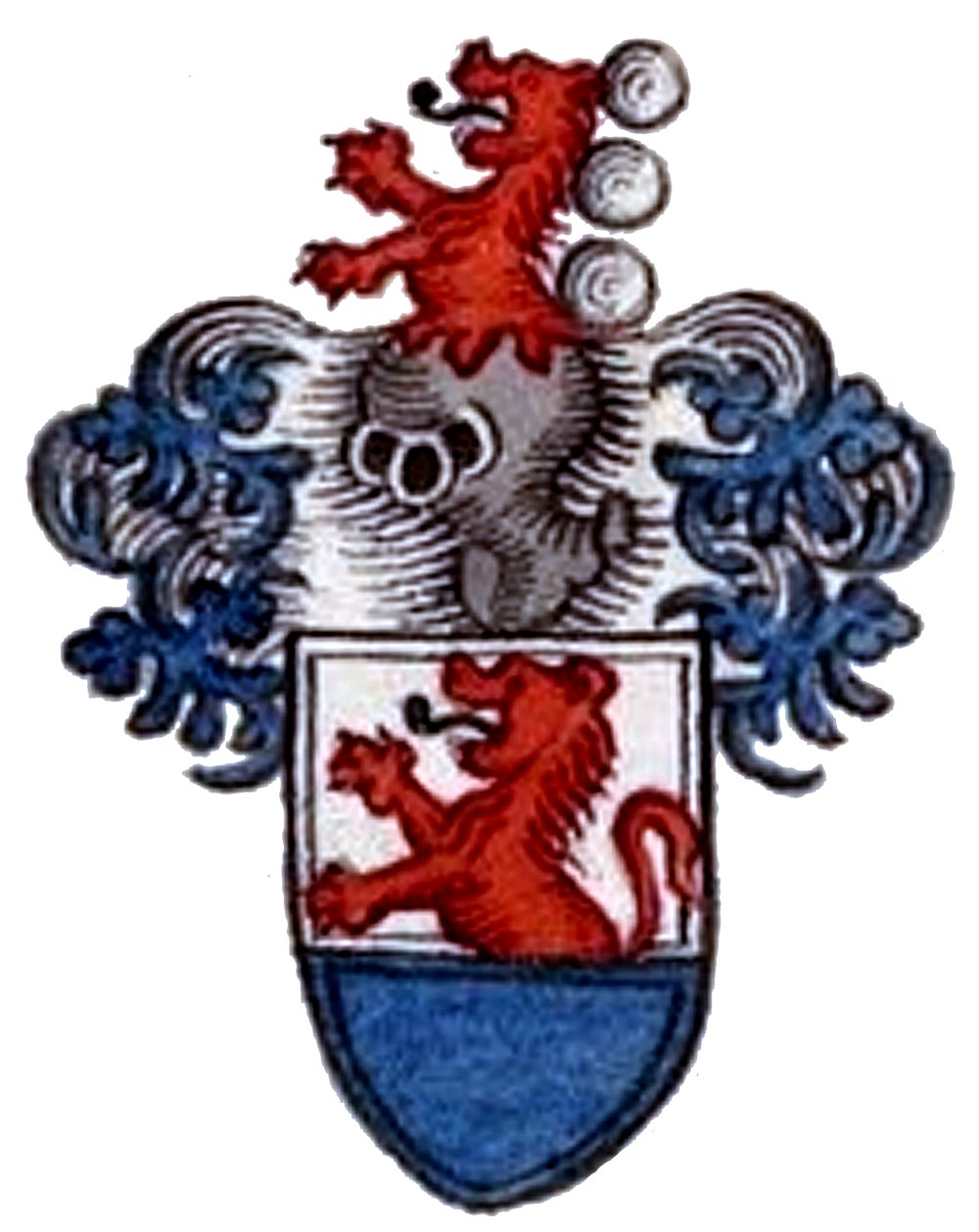
Wappen der Herren von Endingen

Als Erbauer der Burg werden die Freiherren von Krenkingen genannt, die in der Zeit von 1209 bis 1241 die Anlage errichteten. Deren Stammburg, die Burg Altkrenkingen und ihre Burg Krenkingen befanden sich im Steinatal. Als Diethelm von Krenkingen von 1157 bis 1161 Abt des Klosters Rheinau war, übernahmen diese damit ebenfalls die Schutzvogtei über das Kloster Rheinau. Im Mai 1241 verzichteten Diethelm von Krenkingen und seine Söhne Werner und Diethelm auf die Vogteirecht über Rheinau gegen eine Zahlung von 1200 Mark Silber zu Gunsten Kaiser Friedrich II. Dieser wiederum bestätigte am 17. August 1241 in einer Urkunde den Rückkauf einschließlich von 34 umliegenden Ortschaften, darunter auch Weißenburg (Wizinburch) und Neukrenkingen (Nova-Crenkingen). Die Krenkinger mussten sich dabei verpflichten alles, was sie während ihrer Vogteiverwaltung versetzt hatten, wieder einzulösen. Bereits zuvor hatten sich die Krenkinger in zwei Linien geteilt.
1254 wird der berühmte Minnesänger Walther von Klingen, Sohn des Ulrich II. von Klingen und der Ita von Tegerfelden, als „nepos de Krenkingen“, also als Neffe der Krenkinger bezeichnet. 1270 wurde die Burg an die Habsburger verkauft. 1288 setzte Rudolf von Habsburg dem Raubrittertum der Krenkinger und einem alten Streit zwischen ihnen und dem Kloster Rheinau, deren Vögte sie waren, ein Ende, indem er die von den Krenkingern besetzte Weißenburg zerstörte und die Krenkinger Besitzungen konfiszierte.
Im Jahre 1315 versetzte Herzog Leopold von Österreich die Burg für kurze Zeit an Lütold von Krenkingen aus der älteren Linie. Dann verpfändete 1359 das Haus Österreich unter Rudolf IV Burg und Herrschaft Neukrenkingen an die Grafen von Habsburg-Laufenburg, Landgrafen im Klettgau. Laut Jean Egli übertrug Rudolf von Habsburg-Laufenburg 1397 das Lehen der Burg und Vogtei Neukrenkingen an Hans von Endingen. Dabei muss es sich jedoch um eine Verwechslung mit Graf Rudolf von Sulz handeln, der 1410 Ursula von Habsburg-Laufenburg, die Erbtochter des Grafen Johann von Habsburg-Laufenburg heiratete. 1412 ging das Lehen durch Herzog Friedrich von Oesterreich an Friedrich von Endingen über.  1421 wurde dort der von Hermann von Sulz gewaltsam entführte Rheinauer Abt Hugo von Almishofen gefangen gehalten. 1429 verkaufte Friedrich von Endingen das Lehen an Ruegger im Thurn, ein Schaffhauser Geschlecht, welches bereits 1407 von Diethelm von Krenkingen und seiner Ehefrau Anna von Aarburg die nahegelegene Herrschaft Gutenburg erworben hatte.
Van der Meer sagt aus, dass die Burg bereits 1437 zerstört war. Es scheint jedoch, dass zumindest Teile der Burg danach wieder aufgebaut wurden, denn 1439 übertrug Ursula von Habsburg-Laufenburg die Burg ihren Söhnen. Diese wiederum verliehen das Burgsäß an Herman von Mandach und 1481 an Heinrich von Mandach und seine Söhne Sebastian und Hans, die ihren Stammsitz auf der nahegelegenen Burg Mandach hatten. Erst im Testament des letzten Grafen von Sulz, Johann Ludwig II. von Sulz, wird die Burg als „endgültig ruiniert“ beschrieben.